# Gary Speed
Gary Andrew Speed MBE (Mancot, 8 de setembro de 1969 – Huntington, 27 de novembro de 2011) foi um treinador e futebolista galês que atuou como volante.
Um dos recordistas em jogos disputados na Premier League, no total Speed atuou em 535 partidas da competição. Até sua morte em novembro de 2011, apenas o goleiro David James e o meia Ryan Giggs haviam atuado mais vezes que o galês.

## Carreira como jogador

### Leeds United
Seu primeiro clube foi o Leeds United, onde teve seus melhores momentos. Estreou em 1989, com apenas 19 anos de idade. Fez parte do elenco que conquistou o título da Segunda Divisão Inglesa (à época, First Division), e marcou um gol na decisão da Copa da Liga Inglesa contra o Aston Villa, em 1996.

### Everton
Após deixar o Leeds, em 1997, Speed assinou com o Everton, mas sua carreira com os Toffees não foi das mais satisfatórias: foram 65 partidas e 18 gols marcados.

### Newcastle e Bolton
Ainda se destacaria com as camisas de Newcastle United e Bolton Wanderers até 2008, quando experimentou pela primeira vez desde 1992, a sensação de disputar a Segunda Divisão Inglesa - já no novo formato.

### Sheffield United
Contratado pelo Sheffield United por empréstimo do Bolton, que não tinha o volante em seus planos para o restante da temporada 2006–07. Speed, aos 37 anos de idade, continuava sendo a grande atração dos Blades no segundo escalão do futebol inglês, marcando seis gols em quatro anos. Seu bom desempenho fez com que a direção do Sheffield escolhesse Garreh como jogador-treinador entre 2008 e 2010. 
Encerrou sua carreira ao término da temporada 2010–11, com números surpreendentes para um volante: 842 partidas oficiais por clubes e 135 gols marcados (número expressivo para um jogador desta posição).

### Seleção Nacional
Speed é um dos jogadores mais conhecidos da história da Seleção Galesa, a qual fez sua estreia em 1990. Desde então, foram 14 anos de serviços prestados com os Dragões, tendo atuado em 85 partidas e marcado sete gols. Retornou ao País de Gales em 2011, desta vez como treinador, substituindo o veterano John Toshack. Um de seus primeiros atos no comando dos Dragões foi a tentativa de convencer três ex-jogadores da Seleção a voltarem a envergar a camisa vermelha - Danny Gabbidon foi o único a aceitar a proposta de retorno, ao contrário de Robbie Savage e Ryan Giggs.

## Carreira como treinador
Antes de encerrar a carreira de jogador em 2010, Speed era jogador e treinador do Sheffield United ao mesmo tempo. Ao abandonar os gramados, permaneceu como treinador em tempo integral. Foi apenas um ano como comandante dos Blades, quando foi anunciada sua contratação para ser o novo selecionador do País de Gales.

## Morte
No dia 27 de novembro de 2011, a Associação de Futebol do País de Gales anunciou que Speed foi encontrado enforcado na sua residência em Huntington, no condado de Cheshire. A polícia não descarta a hipótese do treinador ter cometido suicídio. A rodada da Premier League, com muitos ex-companheiros e comandados de Speed atuando naquele dia, ficou marcada pelas demonstrações de luto e pesar.

## Títulos
Leeds United
- Football League Second Division: 1989–90
- Football League First Division: 1991–92
- Supercopa da Inglaterra: 1992

### Prêmios individuais
- Time do Ano pela PFA: 1992–93